# 直升机场

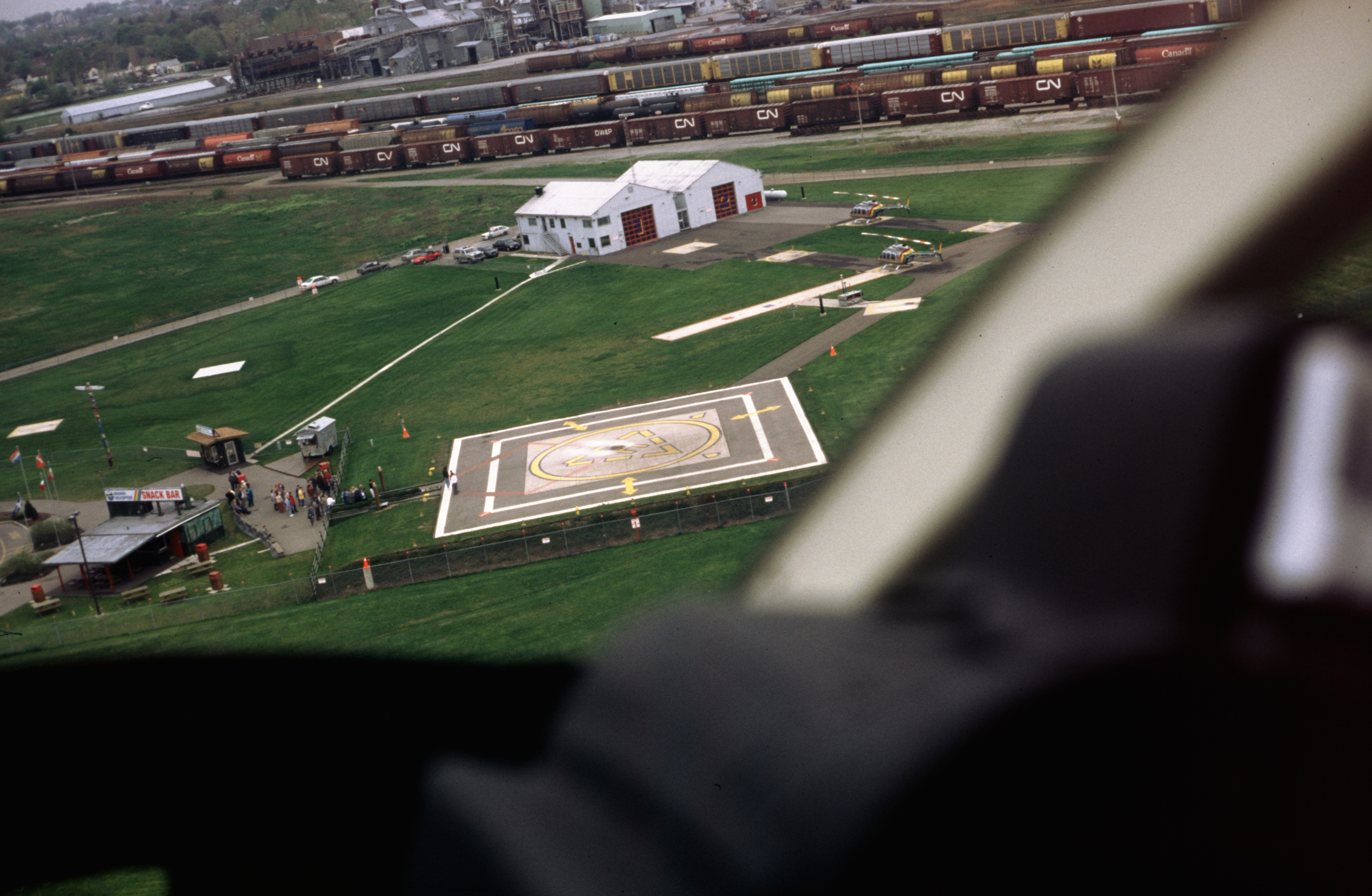
尼加拉瀑布附近的直升机场

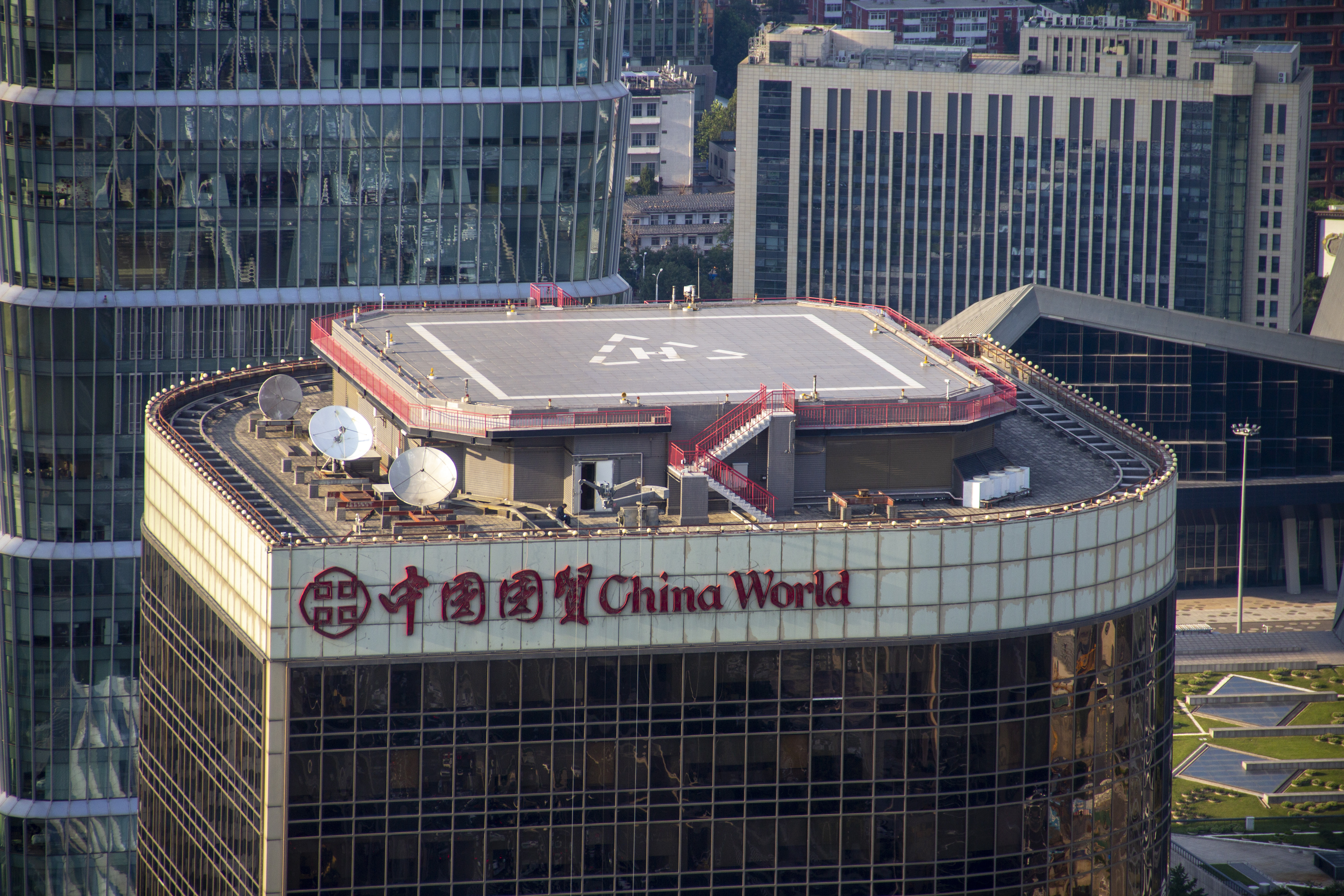
北京中国国际贸易中心二期上的停机坪

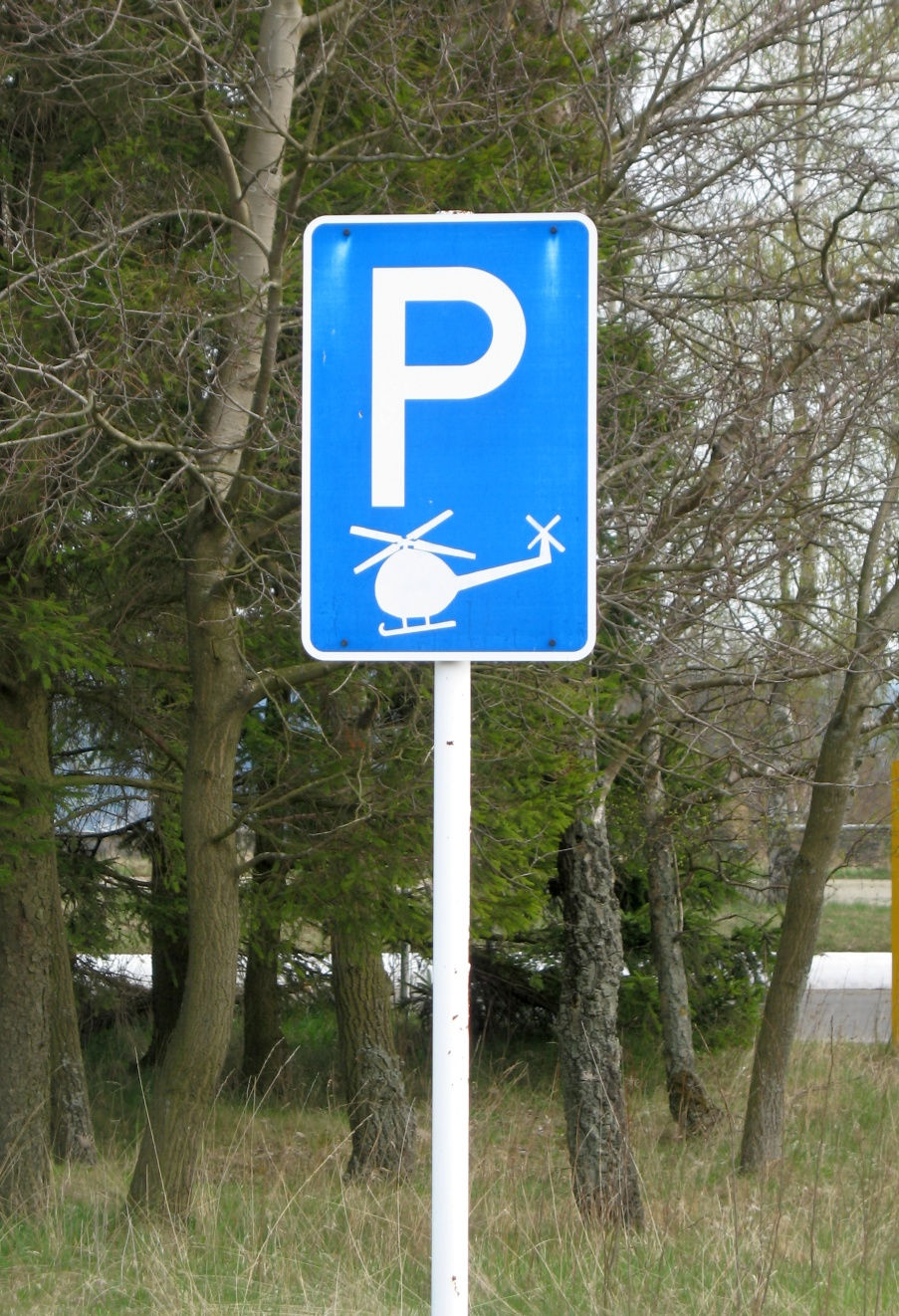
德国的直升机停机位

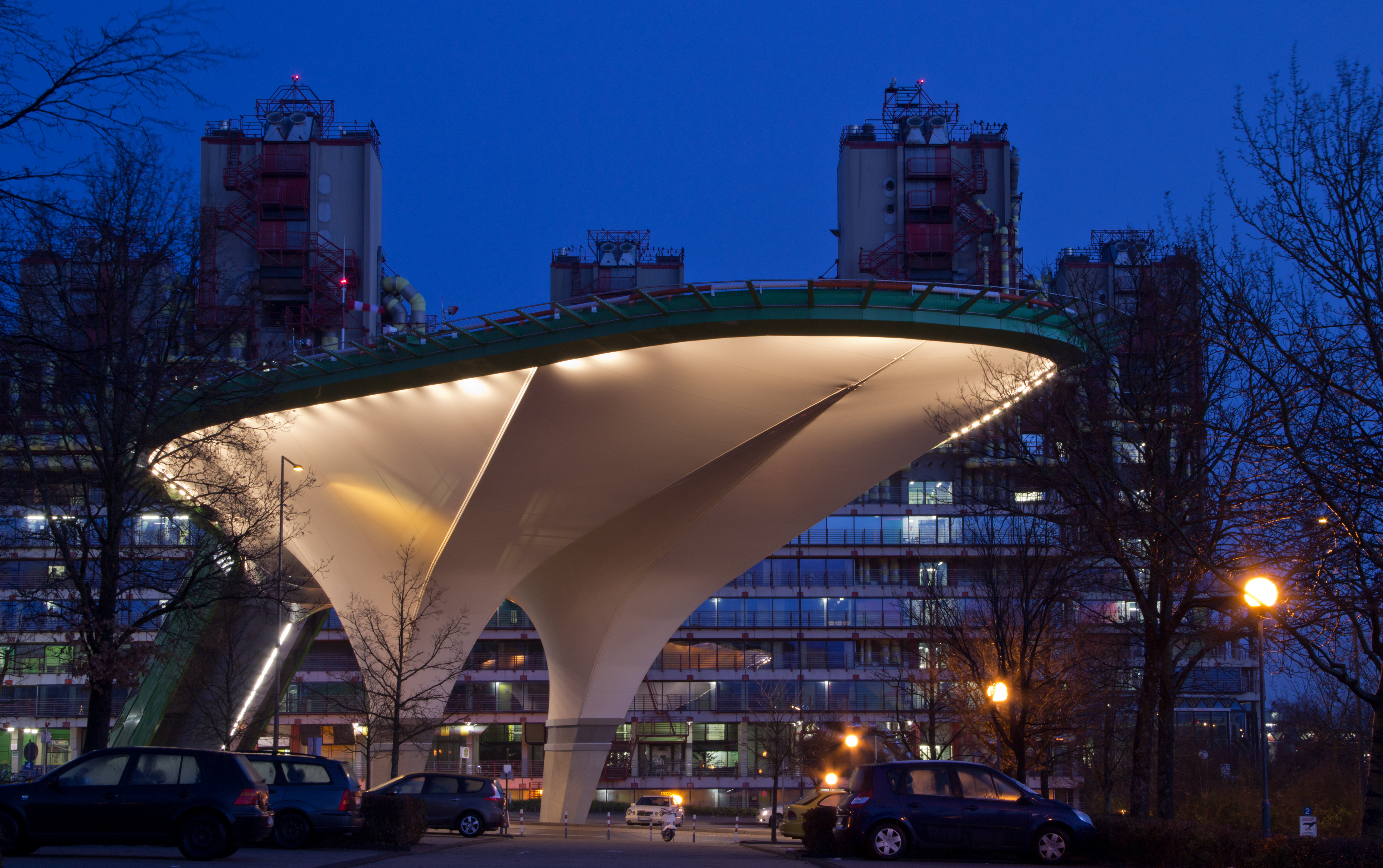
德国一家医院的直升机场

直升机场是仅供直升机起降的小型机场。一个直升机场一般拥有几个直升机停机坪，也会包括有限的设施，例如航油、灯光、风向袋和机库。在较大城市的直升机场中，也会有海关设施。
直升机的发展早期主张广泛建设直升机场，但因为直升机带来的噪音，在市区建设直升机场引起了很大的争议。

## 目的
在大都市中，直升机场可使乘客从市区快速到达边远地区。通常情况下，直升机场比供固定翼飞机所使用的机场距离市中心更近。乘坐直升机出行或前往大型机场的好处就是比驾车更快。例如，曼哈顿下城直升机场提供定期去往约翰·肯尼迪国际机场，并且可以让有钱人和贵重的货物最远运送到马里兰州。
一些摩天大楼的楼顶有直升机停机坪，便于使高管和客户出行。洛杉矶的联邦银行大厦就是一个例子。警方可以使用直升机场作为警用直升机的基地。一些大型的警察局会有专用的直升机场，例如洛杉矶警察局直升机场。
直升机停机坪是医院的普通的设施，可供医疗后送或空中救援转移严重创伤的患者或将患者由没有医院的地方转移至提供急诊救护的医院。在市区，直升机场一般的会在医院的屋顶上。